# Museu d'Art Asiàtic de Corfú
El Museu d'Art Asiàtic de Corfú és únic a Grècia i un dels més importants d'Europa en la seua categoria. Conté unes 11.000 peces, que van des del s. XI a.n.e. fins al xx, i cobreix una gran varietat d'estats asiàtics. La major part de la col·lecció (més de 10.000 peces) ve de la Xina i el Japó. La resta, del Tibet, Corea, Índia, Pakistan, Nepal, Tailàndia i Cambodja.

## Col·leccions
El museu es va fundar l'any 1928, arran de la donació de la col·lecció de Grigórios Manos a l'estat grec i, des d'aleshores, el museu ha crescut gràcies a donacions privades.
La més important, que constitueix el nucli del museu, és la col·lecció originària, que fou col·lecció privada del diplomàtic Grigórios Manos, ambaixador de Grècia a França i Àustria a la fi del s. XIX. La seua col·lecció contenia més de 10.500 objectes, entre els quals artefactes metàl·lics, ceràmica, gravats en fusta, pintures, armes, escultures i altres peces menors, provinents de la Xina, Corea i el Japó. La segona major donació és la col·lecció de Nikolaos Jatvasileiou, que fou ambaixador de Grècia a l'Índia i el Japó. Aquesta inclou 450 objectes, sobretot tapissos coreans i japonesos, així com escultures índies, tailandeses o pakistaneses (entre aquestes, escultures grecobudistes de Gadara). La col·lecció de Jarilaos Jiotakis, un comerciant grec que visqué als Països Baixos durant anys, és la tercera major donació, amb 341 peces de ceràmica xinesa d'exportació dels s. XVI al XVIII. També són dignes d'esment les col·leccions menors de Petros Almanajos (porcellana i pintures xineses; catifes perses), Iordanis Sinisoglou (ceràmica i mobles xinesos) i Yanis Kolas.

## Ubicació i estructura

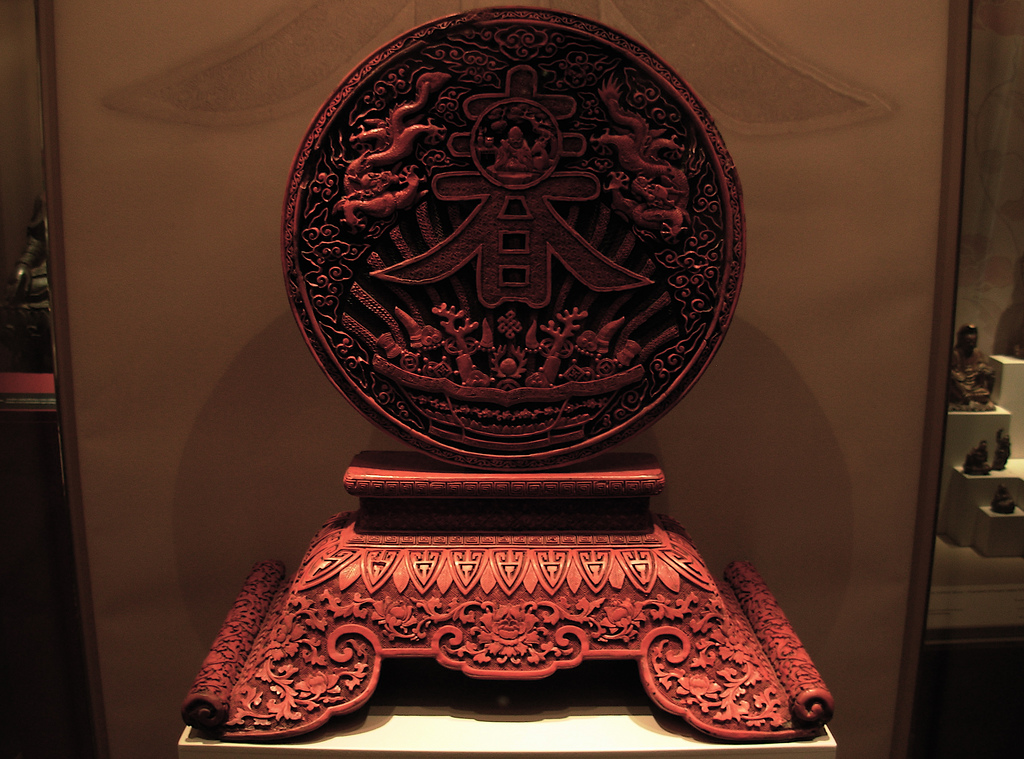
Peça de la col·lecció xinesa

El museu es troba al palau de Sant Miquel i Sant Jordi (el palau Reial), un imponent edifici de tres plantes fundat al 1819 i un bell exemple d'arquitectura neoclàssica, situat a l'extrem nord de la plaça Spianada. Les sales d'exposició ocupen la planta baixa i la primera, i estan àmpliament remodelades. L'ala oest de la primera planta recull la col·lecció japonesa, mentre que l'ala est recull la col·lecció xinesa. Les obres d'altres estats estan distribuïdes entre aquests dos grans grups. Les sales principals, que són la del Senat a la planta baixa i la Rotonda, sala del tron i menjador a la primera planta, estan restaurades i obertes al públic. Les dependències del museu també contenen laboratoris especialitzats en la conservació de paper, fusta, ceràmica i metall, així com oficines, magatzems, un arxiu fotogràfic, una biblioteca molt assortida i una sala de lectura.

## Altres activitats
El museu organitza exposicions temporals i col·labora amb altres museus i especialistes amb interessos semblants.